# Jann
Jann, pseudonimo di Jan Rozmanowski (Lublino, 12 febbraio 1999), è un cantante e compositore polacco.

## Biografia
Jan Rozmanowski è nato a Lublino da Edyta and Jacek Rozmanowski. È cresciuto a Garwolin ed è il quarto di otto fratelli, ha due sorelle più grandi, Antonina e Amelia, un fratello più grande, Maciej, due fratelli più piccoli, Franciszek and Maksymilian e due sorelle più piccole, Zuzanna e Lena. Nel 2013, la famiglia ha partecipato alla prima stagione del reality di Polsat Nasz nowy dom.
A 12 anni è stato scelto per recitare nell'opera King Roger al Gran Teatro di Varsavia di Varsavia. L'esperienza lo ha spinto a perseguire la carriera musicale e a iscriversi alla Garwolin Music School, scuola che ha frequentato per tre anni e ha lasciato a 16 anni, quando con la sua famiglia si è trasferito a Lurgan in Irlanda del Nord. Dopo il trasferimento ha studiato al St Colman's College, mentre frequentava la Flynn Performing Arts, dove ha proseguito gli studi in ambito musicale. Nel 2018 si è iscritto al British and Irish Modern Music Institute a Londra, dove si è diplomato nel 2022.
Nel novembre 2020, Jann ha fatto uscire il singolo di debutto Do You Wanna Come Over?. Il suo primo EP, chiamato Power, è stato pubblicato nel 2022. Tra il 2022 e il 2023, Jann si è anche esibito come atto di apertura durante la tournée Bal u Rafała di Ralph Kaminski.
Il 26 febbraio 2023 ha partecipato con la canzone Gladiator, certificata diamante dalla ZPAV, alla finale di Tu bije serce Europy! Wybieramy hit na Eurowizję!, il concorso nazionale polacco atto a selezionare il rappresentante per l'Eurovision Song Contest 2023. È arrivato al secondo posto con 19 punti, ricevendo il massimo dei punti dal televoto.
Il 2 giugno 2023 ha diffuso il singolo Need a Break. Nello stesso mese si è esibito al Orange Warsaw Festival, dove è stato anche un ospite a sorpresa durante il set dei Thirty Seconds to Mars.

## Discografia

### Album in studio
- 2024 – I Store My Fear and My Pain in the Nape of My Neck
- 2025 - MADE

### EP
- 2022 – Power

### Singoli
- 2020 – Do You Wanna Come Over?
- 2021 – One Missed Call
- 2021 – Body Temperature
- 2022 – Smile
- 2022 – Promise
- 2022 – Gladiator
- 2023 – Need a Break
- 2023 – The Letter
- 2023 – Charisma
- 2024 – What Do You Want from Me?
- 2024 – Arachnophobia